# 湯本村 (福島県)
湯本村（ゆもとむら）は福島県岩瀬郡にかつて存在した村である。

## 地理
現在の天栄村の西部に位置する。村域の山がちな地形である。

### 大字
- 羽鳥（はとり）
- 田良尾（たらお）
- 湯本（ゆもと）

## 歴史

### 村域の変遷
- 1889年（明治22年）4月1日 - 町村制施行により、羽鳥村・田良尾村・湯本村が合併し岩瀬郡湯本村が発足。
- 1955年（昭和30年）3月31日 - 湯本村は牧本村・大里村と広戸村の一部（飯豊・白子・小川と柿之内・高林の各一部）とともに合併して天栄村が発足。湯本村は消滅。

変遷表
| 1868年 以前 | 1868年 以前 | 明治22年 4月1日 | [昭和30年 3月31日 | 現在   |
| ----------- | ----------- | --------------- | ----------------- | ------ |
|             | 羽鳥村      | 湯本村          | 天栄村            | 天栄村 |
|             | 田良尾村    | 湯本村          | 天栄村            | 天栄村 |
|             | 湯本村      | 湯本村          | 天栄村            | 天栄村 |

## 地域

### 人口
総数 [単位： 人]
| 1891年（明治24年） | 741   |
| 1920年（大正 9年） | 1,385 |
| 1947年（昭和22年） | 1,888 |

### 世帯
総数 [単位： 世帯]
| 1920年（大正 9年） | 259 |
| 1947年（昭和22年） | 346 |